# جيمس ألبرت غاري
جيمس ألبرت غاري (بالإنجليزية: James Albert Gary)‏ هو سياسي أمريكي، ولد في 22 أكتوبر 1833 في مونتفيل في الولايات المتحدة، وتوفي في 31 أكتوبر 1920 في بالتيمور في الولايات المتحدة. حزبياً، نشط في الحزب الجمهوري.